# Фойгт Карл Карлович
Карл Карлович Фойгт (7 (19) квітня 1808, Нарва — 30 жовтня (11 листопада) 1873, Санкт-Петербург) — російський та український педагог, сходознавець, філолог та письменник, ректор Харківського університету (1852–1858).

## Життєпис
Двох років від роду втратив свого батька, який був першим професором філософії в щойно відкритому Казанському університеті. В 1823 р закінчив курс в казанської гімназії.
У 1826 р. закінчив Казанський університет, де вивчав східні мови.
У 1826—1828 рр. — викладач перської мови в казанській гімназії, у якій сам вчився.
Залишаючись при гімназії, з 1828 р. — помічник бібліотекаря Казанського університету, склав план бібліотеки, схвалений Академією наук.
З 1833 р. працював лектором німецької мови і літератури в університеті.
У 1834 році після захисту дисертації «Исторический взгляд на сатиру у знатнейших древних и новых народов» здобув ступінь магістра й був затверджений ад'юнктом по кафедрі російської словесності, з покладанням на нього викладання історії загальної літератури.
У 1838 р. захистив дисертацію «Об историческом значении эпопей у древних и новых народов» і здобув ступінь доктора філософії. З 1838 р. — екстраординарний, з 1842 р. — ординарний професор російської словесності на кафедрі історії російської мови і літератури. Певний час був деканом історико-філологічного факультету. Крім того, з 1841 р. був інспектором класів у Родіонівському інституті шляхетних дівчат.
З 1845 р. — проректор Казанського університету.
У листопаді 1852 р. призначений ректором Харківського університету. З 1859 р. — товариш попечителя Харківського навчального округу; з 1863 р. — його попечитель.
У 1867 р. переведений до Петербурга, був членом Ради Міністра народної освіти і головою Вченого комітету міністерства.
Почесний член Харківського університету з 1867 р. Нагороджений орденами Св. Анни ІІ, ІІІ ступенів; Св. Володимира ІІІ ступеня.

## Праці
- Историко-статистические записки об Императорском Харьковском университете и его заведениях, от основания университета до 1859 г. (Харьков, 1859);
- Речь при открытии в Казани памятника Г. Р. Державину (Казань, 1847);
- Обозрение хода и успехов преподавания азиятских языков в Импер. Казанском университете за десятилетие с 1842—1852 г. (Казань, 1852);
- О дидактической и эпической поэзии римлян в первый период их литературы, от основания Рима до смерти Августа" («Журн. мин. нар. просв.», 1852 г., кн. 4)
- «Мысли об истинном значении и содержании риторики» («Журн. мин. нар. просв.», 1856 г., кн. 3).